# Борзнянська міська рада
Борзня́нська міська́ ра́да — адміністративно-територіальна одиниця та орган місцевого самоврядування в Борзнянському районі Чернігівської області, що існувала З 1923 до 1962 і з 1965 до 2018 року. Адміністративний центр — місто Борзна.
2018 року замість міської ради утоврена Борзнянська міська громада.

## Загальні відомості
Шишківська сільська рада утворена у 1966 році.
- Територія ради: 161,22 км²
- Населення ради: 13 633 особи (станом на 2001 рік)
- Територією ради протікає річка Борзенка

## Населені пункти
Міській раді підпорядковані населені пункти:
- м. Борзна
- с. Забілівщина Друга
- с. Забілівщина
- с. Кинашівка
- с. Любомудрівка

## Склад ради
Рада складається з 26 депутатів та голови.
- Голова ради: Койда Анатолій Миколайович
- Секретар ради: Тутік Оксана Олександрівна

### Керівний склад попередніх скликань
| Прізвище, ім'я, по батькові     | Основні відомості                                               | Дата обрання | Дата звільнення |
| ------------------------------- | --------------------------------------------------------------- | ------------ | --------------- |
| Гуменський Володимир Григорович | Міський голова, 1957 року народження, безпартійний              | 26.03.2006   | 31.10.2010      |
| Койда Анатолій Миколайович      | Міський голова, 1955 року народження, освіта вища, безпартійний | 31.10.2010   |                 |

Примітка: таблиця складена за даними сайту Верховної Ради України

### Депутати
За результатами місцевих виборів 2015 року депутатами ради стали:

#### За суб'єктами висування
| Суб'єкт висування                                       | Кількість обраних депутатів | %     |
| ------------------------------------------------------- | --------------------------- | ----- |
| Політична партія "Наш край"                             | 7                           | 26.92 |
| Радикальна партія Олега Ляшка                           | 6                           | 23.08 |
| Політична партія Всеукраїнське об'єднання «Батьківщина» | 5                           | 19.23 |
| Аграрна партія України                                  | 5                           | 19.23 |
| БПП "СОЛІДАРНІСТЬ"                                      | 3                           | 11.54 |